# American Fine Arts Society
El American Fine Arts Society  es un edificio histórico ubicado en Nueva York, Nueva York. El American Fine Arts Society se encuentra inscrito  en el Registro Nacional de Lugares Históricos desde el 6 de mayo de 1980. Henry J. Hardenbergh fue el arquitecto del American Fine Arts Society.

## Ubicación
El American Fine Arts Society se encuentra dentro del condado de Nueva York en las coordenadas 40°45′57″N 73°58′52″O / 40.765833, -73.981111.